# 문국진 (법의학자)
문국진(文國鎭, 1925년 3월 9일~2025년 2월 4일)은 대한민국의 임상병리학자, 법의학자이다. 또한 수필가·저술가·대학 교수이고, 법의학 행정가이다.
본관은 남평(南平)이고, 호(號)는 도상(度想)·유남(柳湳)·유포(柳浦)이며, 평안남도 평양 출생이다.
그는 1950년 6월 25일에서부터 1953년 7월 27일까지 한국 전쟁에 대한민국 육군 군의무장교로 참전하였다.
1955년 국과수 창립에서부터 1970년까지 15년 동안 대한민국 국내에서 일어난 각종 변사 사건을 모두 부검하는 등 대한민국 국내 법의학 분야의 원로로 손꼽힌다. 수필문학 분야에서도 명성이 있었고, 고려대학교 의과대학 명예교수 겸 대한법의학회 명예회장을 지냈다.

## 저서

### 저술
- 《진료(過誤)의 법의학》 1970 - 중앙의학사
- 《최신법의학》 1980 - 일조각
- 《의료의 법이론》 1982 - 고대출판부
- 《생명윤리와 안락사》 1982 - 중앙의학사
- 《藥害(원인 의료병리 법률)》 1983 - 일조각

### 수필
- 《지상아》 1990 - 청림출판사

## 주요 이력

### 학력
- 1944년 평안남도 평양고등보통학교 졸업
- 1950년 서울대학교 의과대학 의학 학사(임상 병리학 전공)
- 1962년 서울대학교 대학원 법의학과 법의학 석사
- 1964년 고려대학교 대학원 법학과 법학석사
- 1966년 서울대학교 의과대학원 의학석사
- 1970년 서울대학교 의과대학원 의학박사

### 역대 대표 경력
- 육군 수도사단 공중보건의(1950. 3.~1951. 3.)
- 육군 수도사단 군의무장교(1951. 3.~1954. 3.)
- 육군 제1사단 군의무장교(1954. 3.~1955. 3.)
- 내무부 국과수 기술서기관(1955년 3월 25일~1957년 3월 25일)
- 내무부 국과수 법의관 겸 기술서기관(1957년 3월 25일~1959년 3월 25일)
- 내무부 국과수 중앙법의학국장(1968년 3월 25일~1970년 3월 25일)

### 명예 박사 학위
- 1984년 미국 컬럼비아 퍼시픽 대학교 명예 법학박사

## 가족 관계
- 배우자: 이복선
  - 아들: 문태영
  - 딸: 문혜경, 문혜숙